# Vilablareix
Vilablareix – gmina w Hiszpanii, w prowincji Girona, w Katalonii, o powierzchni 6,1 km². W 2011 roku gmina liczyła 2427 mieszkańców.